# ライサンダー・スプーナー
ライサンダー・スプーナー（Lysander Spooner、1808年1月19日-1887年5月14日）は、19世紀アメリカ合衆国の個人主義的無政府主義者、政治哲学者、理神論者、奴隷制度廃止運動家、労働運動の支持者、法哲学者、および起業家である。アメリカ合衆国郵便局と競合するアメリカ文書郵便会社を設立したことでも知られる。この郵便会社はアメリカ合衆国政府によって事業からの撤退を強いられることになった。

## 概要
スプーナーは1808年1月19日、マサチューセッツ州アソールの農園で生まれ、「1887年5月14日午後1時、ボストン市マートル通り109番の小さな自室」で亡くなった。その部屋は「半世紀以上にわたってパンフレットによる戦いを続けたスプーナーが集めた書籍、原稿およびパンフレットで溢れたトランクや収納箱で一杯だった。」
スプーナーは彼が自然法と呼ぶもの、すなわち「公正の科学」を提唱した。個人やその資産に対して強制力を働かせる行動は「違法」と考えられるが、人が作った法を犯すいわゆる犯罪行為は違法ではないというものであった。

## 初期の経歴

### 法曹界での経歴
スプーナーの活動家としての経歴は弁護士として始まったが、それ自体がマサチューセッツ州の法に違背するものだった。著名な弁護士かつ政治家だったジョン・デイビスやチャールズ・アレンの下に付いて法律を学んだが、スプーナー自身はカレッジに入学したことが無かった。州法に拠れば、カレッジを卒業した者であれば3年間弁護士について勉強することが求められていたが、卒業していない者は5年間の修業を求められていた。
スプーナーは法律関係の庇護者の薦めで、わずか3年間の修業後にウースターでの法律実務を始めた。これは公然と権威に楯突く行動だった。スプーナーの見解では、カレッジを卒業した者が3年間の修業という特権を認められるのは、貧乏人に対する州が後押しする差別であり、またその要求にあう人に収入を独占させるものだということだった。「金持ちが貧乏人と競合するときに法によって保護されるべきというような恐ろしい原則を、これまで誰も直接的に提唱しようとしたことは無かった」と論じていた。1836年、州議会はこのこの制限を撤廃した。スプーナーは、弁護士、医者あるいはそのような要求事項のために雇用を妨げられる職業について、全ての免許条項に反対した。ある人が専門家免許の無い人との取引を妨げられるとすれば、それは契約に関する自然法を侵犯しているというのが見解だった。
スプーナーの過激な著作が顧客のつく機会を妨げて、法律実務では成功せず、またオハイオ州での不動産投機事業でも失敗した後、1840年に父の農場に戻った。

### アメリカ文書郵便会社
スプーナーは自立の提唱者かつ政府による事業規制の反対者として、アメリカ合衆国郵便局と競合するアメリカ文書郵便会社と呼ぶ事業を興した。1840年代の郵便料金は恐ろしく高かった。1844年、スプーナーはアメリカ文書郵便会社を設立し、ボルティモア、フィラデルフィアおよびニューヨークなどの都市に事務所を置いた。切手を購入し手紙に貼れば、その事務所に送られるようにした。そこからは契約代理人が手荷物に手紙を入れて、鉄道や蒸気船で移動した。手紙は経路上にある都市の配達人に渡され、その配達人が宛先に手紙を届けた。これはアメリカ合衆国郵便局の独占に対する挑戦だった。スプーナーは、マサチューセッツ州法廷の規則に挑戦したときと同じように、「民間の郵便事業を禁じる連邦議会法の違憲性」と題する小冊子を出版した。スプーナーはその郵便会社で商業的に成功する可能性を見いだしたが、政府からの異議申し立てにより、財源を使い果たすことになった。その違憲性に関する主張を法廷で争う機会も無いままに、事業を閉ざすしかなくなった。郵便事業に対するスプーナーの挑戦として残された遺産は、その会社が競合したことへの反応で採用された3セントの切手だった。

## 奴隷制度廃止運動
スプーナーは奴隷制度廃止運動家として大きな名声を勝ちえた。その最も有名な著作は1845年に出版された『奴隷制度の違憲性』と題する本であり、奴隷制度廃止運動家の間では大きな賞賛を得たが、そうでない者からは批判を浴びた。この本は、アメリカ合衆国憲法が奴隷制度を支持しているかという問題について運動家の間に議論を起こすことに貢献した。ウィリアム・ロイド・ガリソンやウェンデル・フィリップスが率いる「分離派」は、憲法で奴隷を合法的に認め、その抑圧を強制していると論じた（例えば、第4章第2節における逃亡奴隷の捕獲条項）。南部の政治家が、その「特別な制度」の保護が、憲法の基づく部分的な妥協の一部であると主張しており、憲法上の妥協を繰り返し訴えていることを、ガリソンたちは引き合いに出していた。分離派は、自由州が奴隷州と政治的な統合を続けていることは、自由州の住民をして奴隷制度に加担させることになると論じ、憲法について「死との盟約であり、地獄との協定である」と非難した。より一般的には、ウェンデル・フィリップスが、不公正な法は判事によって法的に無効とされるべきであるというスプーナーの論点について議論した。
スプーナーは憲法の「文面」が奴隷制度を支持しているという主張に挑戦した。建国の父達が憲法を書いたときに奴隷制度を非合法化する「意図」はおそらく無かったことを認めたが、筆者の個人的な意図ではなく、文面の「意味」のみが強制力のあるものだと論じた。憲法の条項が通常奴隷制度を支持していると解釈されるが、実際には幾つかの条項で州に奴隷制度を法の下で設立することを禁じていると示すために、複雑な法の体系や自然法の論議を用いた。スプーナーの主張は、ゲリット・スミスや自由党のような憲法擁護派の奴隷制度廃止運動家に引用され、1848年の綱領の文面として採用された。元々ガリソンの分離派に属していたフレデリック・ダグラスは後に憲法擁護派の立場を認めるようになり、その心変わりを説明するためにスプーナーの論点を挙げた。
スプーナーはその著作を出版した時点から1861年まで、積極的に奴隷制度に反対する運動を行った。著作の後は陪審員による法の無視など逃亡奴隷を法的に守るための小冊子を出版し、逃亡奴隷に対して多くは無償で法的手続きを提供した。1850年代後半、その著作の写しが連邦議会議員に配付され、その内容に関する議論を引き起こした。奴隷制度擁護派だったミシシッピ州選出のアメリカ合衆国上院議員アルバート・ギャラティン・ブラウンですら、その議論の知的な厳格さを賞賛し、その時までに奴隷制度廃止運動家から訴えられた中でも最も恐ろしい法的な挑戦だと結論づけた。1858年、スプーナーは「奴隷制度廃止のための計画」を配付し、北部奴隷制度廃止運動家の援助で、奴隷と南部の奴隷非所有者が奴隷所有者に対してゲリラ戦を用いることを要求した。また、「ジョン・ブラウンと共謀して南部で奴隷暴動を奨励」した。さらにブラウンがバージニア州（現在はウェストバージニア州）ハーパーズ・フェリー襲撃に失敗して捕まえられた後で、ブラウンを逃がすための共謀にも参加したが実現しなかった。
1860年、ウィリアム・スワードから、まだ誕生してから日も浅い共和党を支持するように誘われた。スプーナーはジェファーソン政治哲学の自他共に認める信奉者であり、この要請を断固として断り、間もなく共和党の率直な批評家になった。スプーナーにとって共和党は、奴隷制度の拡張に反対を標榜するが、奴隷制度そのものに対して強く一貫して道徳的な立場を採ることを拒否する偽善者だった。スプーナーは「奴隷制度廃止」のために暴力を使うことを提唱していたが、南北戦争のときに南部州の脱退を妨げるために共和党が暴力を使うことを非難した。この戦争について幾つかの文書や小冊子を発行し、共和党の目的は奴隷制度を根絶することではなく、むしろ連邦を力で存続させることだと論じた。アメリカ合衆国国務長官ウィリアム・スワードや上院議員チャールズ・サムナーなど血気盛んな共和党指導者を非難した。彼等は奴隷制度に反対する発言をするが、憲法を基本にした攻撃をしようとはせず、また軍事政策を報復と悪用に見立てようとしているというものであった。
スプーナーは奴隷制度を非難していたが、アメリカ連合国政府がスプーナーの哲学の基本である同意、憲法および法の原則によって脱退を表明する権利を認めていた。対照的に北部州は軍事力によって南部の権利を否定しようとしていた。スプーナーは声高に南北戦争に反対し、もはや代表を送っていない南部州がアメリカ合衆国から脱退する権利を戦争が侵害させていると論じた。南部人の意志に反して北部人は南部州を連邦に復帰させようとしているのだと考えた。州の脱退する権利は、奴隷が自由になる自然権から派生したと論じた。この論議は北部、および戦争が始まった後の南部では不人気であり、北部南部両政府の公式の立場には反するものだった。

## 経済と自立に関する見解
スプーナーは、人々が自立すれば従業員と分け合うのではなく、自分の労働の成果を十分に享受できるという恩恵があると考えた。自由市場に対して様々な形で政府が干渉することは、人々が自分で事業を始めることを難しくしていると論じた。一例として、高利率に対する法律、すなわち「高利」が借金を返済できないという高いリスクに対応させなくしているので、信用を広げようとしている資本家を妨げていると考えた。「もしある人がその労働を生かす自己資本を持っていなければ、それを信用で賄うことを認める必要がある。信用で賄うことができるようにするためには、余剰資本を持っていて彼に貸し付けられる人を説得できるような利率で契約することを認める必要がある。資本家は自然法に従って、その意志に逆らって資本を貸し付けることを強制させられない。それ故に利率を規制する法の全ては、その労働を生かす資本を得るための自然権の中でも、その人の自然の能力に対する専断的専制的な規制に他ならない。...高利法の効果は、最も認められやすい安全性を提供できる数少ない者達に、借金の権利の独占を許すことである。
スプーナーは、民間資金の発行に関する政府の規制が、信用で資本を得て独自の事業を始めようという個人にとって、それを異常に難しくしていると考えた。そのことで「彼等の大部分は飢えを凌ぐためにその労働力を他人に売るしか方法がなく」、他人を雇用できる者は、「自身が働くために必要な資本を持っていた場合に比べて、労働者が生み出す価値よりもはるかに少ない」給与を払えるだけという立場に置かれる。スプーナーは、「ひどく高い税がある。10％の税だ、通貨として発行された全ての紙幣に、アメリカ合衆国と国定銀行の紙幣以外に」と語り、それが信用の人工的な不足を生み、その税金が貸与できるはずの多量の金になるはずだった機会を排除していると論じた。「現在は数少ない経営者の手の中にあるが、多量の賃金労働者を雇用しているあらゆる種類の偉大な組織の全てが壊れてしまうことになる。資本を得て自分で事業を行う者はほとんど誰も、他人の賃金で働く者に満足しなくなる。」と語った。

## レコンストラクション
スプーナーは、南北戦争とその後のレコンストラクション時代を辛辣に批判した。黒人奴隷制度の廃止を認めたが、北部がそれを行動目的にできなかったことを批判した。奴隷制度を廃止するために戦う代わりに、「連邦を保存する」ために戦い、スプーナーの言い方では、連邦の背後にある事業の利益を誇示するために戦ったとしていた。特に奴隷制度を終わらせたことで奴隷制度廃止運動の英雄であるかのように主張していたサムナーのような共和党の一部について、このような戦争は偽善的であり、誠意が無いと考えた。またこの戦争は自由に対して大きな犠牲を強いており、アメリカ独立宣言にうたわれた権利はもはや真とはならないことが明らかになった、人々は自分達を政府に結びつけている「政治的縛りを解消」できず、政府は人々がそうするならば被統治者の同意について「破壊的になる」と論じた。南部はそうしようとしたが、元の政府に対する従属を強制するための銃剣に出遭うことになったと考えた。
戦中の北部政府の行動は、スプーナーの無政府主義的見解を過激にさせるようになった。スプーナーは『反逆無し』と題する一連の政治小冊子を発行した。その中でも有名なものは『反逆無し、第6号：権限無しの憲法』だった。この長文の随想の中で、憲法はそれに署名した個人以外の者達には論理的に適用されない政府の契約であり、それ故に無効であると論じた。さらに現憲法下に存在する政府は、自然法に対立し、被統治者の同意に対立する強制的な政策を求めるので、自由に対する悪用を適切に止められず、あるいは専制政治が始まるのを防止できないことが示されてきたと論じた。法的な契約によって設立された連邦政府は、国内の誰もその契約に署名せず、その同意を与えていないので、法的に全ての人々を束ねることができない、その同意は常に仮定に基づいており、裁判所で有効な契約だと証明できる最も基本的な責任となりえていないと、述べることで自説を補強した。
スプーナーはその『反逆無し』の小冊子を広く配付した。それには元南軍兵士のために意図された反逆罪に対する弁護が含まれていた（このために小冊子の題名が決められ、この戦争で南部によって「反逆」は行われなかったと論じた）。これら抜粋が「デボウズ・レビュー」など当時良く知られた南部の定期刊行物で掲載された。
ジョージ・ウッドコックはスプーナーの随想を、ジョサイア・ウォーレンの「丁寧な解説」、かつプルードン概念のアメリカでの初期の展開と表現し、その著作をスティーブン・パール・アンドリューズのものに結びつけた。

## 晩年
スプーナーは社会主義者の第一インターナショナルのメンバーになった。レコンストラクションに続く時代も広範に著作活動を続け、『自然法すなわち、公正の科学』や『陪審員による裁判』を出版した。『陪審員による裁判』の中では、陪審員による法の無視の原則を弁護した。自由社会の陪審員は訴訟の事実を裁定する権限があるだけでなく、「その訴訟が争われる法の合法性」を判断する権限もある、このことで、有罪であると問われている法が違法であると見なせば、陪審員は有罪とすることを拒否できることになると論じた。ベンジャミン・タッカーの無政府主義雑誌「リバティ」と密接に関わるようになり、同誌に連載で後期の作品を掲載した。また当時起こっていた諸事情について幾つかの論説も書いた。「ほとんど全ての財産は資本とそれを現実化する者ではない他人の労働から生まれる。実際に、かれがたかった資本と他人の労働を除いてだ」と記していた。
スプーナーは、1887年5月14日、ボストン市マートル通り109の自宅で無くなった。79歳だった。ベンジャミン・タッカーがその葬儀を手配し、「我々のネストール（賢明な老人）が奪われた」と題する「哀悼記事」を書き、「リバティ」5月28日号に掲載された。それには「ライサンダー・スプーナーという名前はこれより人々に記憶される」と記されていた。

## スプーナーの及ぼした影響
スプーナーの影響力はその生涯で表した幅広い話題に及んでいる。今日では主に奴隷制度廃止の活動と郵便事業独占に対する挑戦で記憶されており、特に後者は郵便料金を著しく下げることになった。スプーナーの著作はアメリカ合衆国のリバタリアンの左右双方の政治理論発展に貢献しており、「ランパート・ジャーナル」や、「左と右：リバタリアン思想の雑誌」など初期右派リバタリアン雑誌に再掲されることが多かった。その著作はオーストリア学派の経済学者マレー・ロスバードや、右派リバタリアン法学者、法理論家のランディ・バーネットにも大きな影響を与えた。
2004年1月、オンライン書店の「レッセフェール・ブックス」が、自由文学を推進した者に贈るライサンダー・スプーナー賞を創設した。この賞は自由文学に貢献した者に毎月贈られ、さらに年間で自由に関する最高の著作の著者に年間賞が贈られる。年間賞では1,500米ドルも贈られる。これとは逆に、リバタリアン社会主義の提唱者、左派リバタリアン全体や市場社会主義では、スプーナーが賃労働に反対したことを引用している。
スプーナーの『奴隷制度の違憲性』は、2008年アメリカ合衆国最高裁判所の「コロンビア特別区対ヘラー事件」で引用された。その判決ではコロンビア特別区が拳銃所持を禁止したことを無効にした。アントニン・スカリア判事は、スプーナーが「武器を所持する権利は奴隷制度に対して抵抗したいと望む人々には必要である」と言っていることを引用した。翌年、クラレンス・トマス判事も「マクドナルド対シカゴ事件」における同意意見で、同一内容を引用した。

## 出版物
- 神の不滅生、人の信仰に対する説明責任に関する随筆（1834年）
- キリスト教の超自然的証拠とされるものに対する神の回答（1836年）
- 憲法法；信用、通貨および銀行業に関して（1843年）
- 民間郵便事業を禁じるアメリカ合衆国議会法の違憲性（1844年）
- 奴隷制度の違憲性（1845年）
- 貧窮: その法的原因と法的救済（1846年）
- ジョン・W・ウェブスター裁判の違法性（1850年）
- 陪審員裁判に関する随筆（1852年）
- 知的財産法（1855年）
- 奴隷制度を廃止する計画、南部の奴隷非所有者に宛てて（1858年）
- アメリカ合衆国人民に宛てて自由憲法論者の訴え（1860年）
- 紙幣の新しい制度（1861年）
- チャールズ・サムナーへの書簡（1864年）
- 銀行家、およびアメリカ合衆国債権所有者への考察（1864年）
- 反逆無し: 権限無しの憲法（1870年）
- 強制同意（1873年）
- 悪意は犯罪ではない: 道徳的自由の正当性（1875年）
- 我が財務家達: その無知、不正行為、および詐欺（1877年）
- 正金としての金と銀: それらに関する目に余るいかさま（1878年）
- 自然法、すなわち公正の科学（1882年）
- トマス・F・ベアードへの書簡（1882年）
- 科学者と発明家への書簡、公正の科学について（1884年）
- グロバー・クリーブランドへの書簡、その偽りの就任演説について、立法者と判事の不正行為と犯罪、その結果として人民の貧窮・無知・服従（1886年）

### 二次史料
- Lysander Spooner Quotes at Liberty-Tree.ca.
- Spooner Memorial Resolutions, offered by Benjamin Tucker at the Lysander Spooner Memorial Services held in Wells Memorial Hall, Boston, on Sunday, May 29, 1887.
- Lysander Spooner's Bibliography via The Wayback Machine.
- LysanderSpooner.org.
- The Ideas of Lysander Spooner — Libertarian or libertarian socialist? by Iain MacSaorsa
- Lysander Spooner: Libertarian Pietist by Murray Rothbard.